# تکیه (معماری ایرانی)
تکیه یا کوشک نوعی ساختمان مجلل است که در میان باغ‌ها و مناطق پر درخت ساخته می‌شود. در معماری ایرانی، تکیه‌ها اغلب ساختمان‌هایی چند طبقه هستند که توسط افراد ثروتمند و سرشناس در مناطق ییلاقی و سرسبز اطراف شهرها ساخته می‌شوند. تکیه‌ها در معماری نوین جای خود را به ویلاها داده‌اند.

## تکیه‌های بروجرد
شهر بروجرد دارای تعداد قابل توجهی تکیه در باغ‌ها و مناطق ییلاقی حاشیه شهر است که برخی از آن‌ها ارزش معماری و تاریخی دارند. مردم بروجرد به ساختمان‌های ویلا مانند و بزرگ قدیمی که در باغ‌های اطراف شهر ساخته شده‌اند تکیه می‌گویند. تکیه‌های بروجرد بیشتر بازمانده از دوران قاجار هستند و به روحانیون، بازرگانان و افراد سرشناس تعلق داشته‌اند. برخلاف کاربرد عامیانه تکیه به معنای مکانی برای عزاداری عمومی، تکیه‌های بروجرد فاقد هرگونه کاربری مذهبی بوده‌اند و به منظور تفرج و بهره‌گیری از مناطق خوش آب و هوا ساخته می‌شده‌اند.
تکیه‌های معروف و دارای ارزش تاریخی در بروجرد عبارتند از:
تکیه اخوان عسلی، تکیه افشار، تکیه جدایی، تکیه اخوان صادقی هر سه واقع در شمال شهرداری منطقه (فضای کوچه باغی‌ها)،تکیه حاج عینی، تکیه حاج محمد علی روغنی، تکیه حاج کاظم روغنی، تکیه حاتمی واقع در کوچه باغی‌ها (پشت شهربازی)، تکیه حاتمی واقع در شمال میدان نواب صفوی، تکیه قوام، تکیه مستعد در خیابان صارمی، تکیه موثقی، تکیه نکویی، تکیه هاشمی واقع در فضای کوچه باغی‌ها- نزدیک بلوار بهشت